# Raíces (película)
Raíces es una película dramática indigenista mexicana de 1954, dirigida por Benito Alazraki, en su primera realización. El guion se basa en cuatro relatos del escritor y etnólogo Francisco Rojas González que forman parte de El diosero (1952).
La producción estuvo a cargo de Manuel Barbachano Ponce y la música que acompaña la película varía tanto como los propios relatos. De acuerdo con los títulos de crédito que aparecen al inicio de la película, se filmó totalmente en escenarios reales, tanto exteriores como interiores, y con actores no profesionales, excepto el pequeño papel de Conchita Montes en el primer relato.
Raíces se presentó en el Festival de Venecia en septiembre de 1954. Al año siguiente, en el Festival de Cannes el 10 de mayo de 1955.

## Argumento
La película se compone de un prólogo y cuatro relatos: «Las Vacas», Nuestra Señora, El tuerto y La potranca.
El «prólogo» muestra la modernidad de Ciudad de México; los planos contrapicados transmiten el poder y la grandeza de la urbe y su población. Acompañan las imágenes la voz de Fernando Marcos y una selección musical del compositor mexicano Silvestre Revueltas (1899-1940).
1. - «Las Vacas», basado en el cuento Las Vacas de Quiviquinta,[c] presenta a un humilde matrimonio otomí, Martina y Esteban, con su hija lactante, agricultores en el Valle del Mezquital, que hace lo imposible por sobrevivir en un año de sequía y acaba aceptando dinero a cambio de que la mujer sea la nodriza de un niño de la ciudad.[3] La banda sonora —relativamente disonante— fue compuesta para la película por el, entonces jovencísimo, compositor mexicano Guillermo Noriega.[d][4]
2. - Nuestra Señora, basado en el cuento Nuestra Señora de Nequetejé, relata con humor y algo de ironía, la experiencia de una joven antropóloga estadounidense, Jane Davis, que llega a un pueblo chamula de Chiapas con el objetivo de realizar diversas investigaciones necesarias para escribir su tesis. Acompañada del médico del pueblo y del párroco, descubre que los indios no son salvajes.[3] La banda sonora es de Rodolfo Halffter.
3. - El tuerto, basado en el cuento La parábola del joven tuerto, narra las vicisitudes de un niño tuerto, Ángel, maltratado por otros niños y protegido por su madre. Está ambientado en la Península de Yucatán y ofrece distintos recorridos en busca de un milagro que lo cure.[5] La banda sonora es del compositor mexicano Blas Galindo.
4. - La potranca, por último, cuenta el acoso de un arqueólogo extranjero, Eric, a una joven indígena, Xanath,[e] en El Tajín (Estado de Veracruz); al no conseguirla intenta comprársela al padre, Teódulo.[5] Se trata del episodio más completo de los cuatro. La banda sonora es del compositor mexicano José Pablo Moncayo.

## Reparto
El prólogo está a cargo del narrador Fernando Marcos.
| «Las Vacas» - Beatriz Flores - Juan de la Cruz - Juan Cano - Rafael Ramírez - Conchita Montes - Eduardo Urruchúa | Nuestra Señora - Olimpia Alazraki - Doctor González - Juan Hernández - Ángel Lara | El tuerto - Miguel Ángel Negrón - Antonia Hernández - Mario Herrera | La potranca - Alicia del Lago - Carlos Robles Gil - Teódalo González - Laura Holt |

## Antecedentes
Al comenzar la década de 1950, la industria cinematográfica en México estaba en los últimos momentos de su Época de Oro debido al poder de la televisión. El género más explotado, la comedia ranchera, no tenía el éxito que había obtenido durante las dos décadas anteriores. Por otra parte, se había establecido un Star-system para la contratación de estrellas muy similar al sistema de estudios de Hollywood.
En esos años, el cine mexicano quería mostrar las costumbres y tradiciones, valores e intereses de las personas comunes. Así se establecieron estereotipos con los que el público local se sentía identificado; se divulgaron patrones de comportamiento, cómo se deberían comportar y relacionar hombres y mujeres, poderosos y humildes... A través de la gran pantalla se configuró un imaginario social que plasma lo «típicamente mexicano».

## Producción
La película se rodó completamente en escenarios reales —tanto exteriores como interiores— y con actores no profesionales como explican en los títulos de crédito iniciales. Cabe destacar la participación de Conchita Montes en un breve papel, como señora de la ciudad, en el primer episodio «Las Vacas»; el médico del pueblo, Doctor González, actuando de sí mismo, en el segundo episodio Nuestra Señora; y Alicia del Lago en su primer papel cinematográfico —la única de todo el reparto de no profesionales que continuó su carrera de actriz— en el cuarto episodio La potranca. En cuanto a los exteriores, cada relato está ambientado y filmado con un pueblo autóctono y en una zona rural diferentes, mientras que el prólogo muestra la apabullante y modernista Ciudad de México.
Con respecto a la música, los cuatro episodios cuentan con una banda sonora propia, compuesta para la cinta; mientras que el prólogo está acompañado de melodías anteriores del compositor Silvestre Revueltas. Esto confiere una identidad propia a cada relato.
Raíces quiere mostrar el enfrentamiento entre la civilización occidental moderna y el mundo indígena tradicional a través de muy distintas situaciones; muestra su desacuerdo con la visión occidental sobre esas comunidades indígenas, pero los reconoce como pueblos originarios, como parte del patrimonio cultural, pues son las ‘raíces’ de México. Cada episodio se articula en una de las cuatro cualidades que caracterizan estas raíces: abnegación —una madre indígena acepta ser la nodriza de un niño de la ciudad para poder alimentar al suyo en una época de carestía—, belleza —a pesar de los prejuicios de la joven antropóloga estadounidense, el pueblo es capaz de valorar la belleza de una obra de arte—, estoicismo —la aceptación del defecto físico del niño tuerto— y dignidad —el padre de la joven india dobla el valor de la oferta que el arqueólogo extranjero hace por su hija, como contraoferta por su mujer blanca.

## Crítica
Raíces es una de las pocas películas mexicanas de la posguerra que alcanzó notoriedad internacional. La película se encuentra dentro de la selección oficial del Festival de Cannes de 1955. Según Paulo Antonio Paranagua, su realismo «rompe con la idealización que, hasta ese momento, filmaban y fotografiaban sus compatriotas Emilio ‘el Indio’ Fernández y Gabriel Figueroa».
«Con un estilo que trata de unir una poderosa dramatización con cierto hieratismo», Raíces no se limita a criticar el abandono y el desdén con que se consideran las poblaciones indígenas. Busca, no sin humor y crueldad, «exaltar la belleza, la dignidad silenciosa y el orgullo innato de estas razas».
Según el crítico cinematográfico Georges Sadoul, la película sería sobre todo obra del productor Manuel Barbachano Ponce y del cineasta español Carlos Velo. Efectivamente, la filmografía posterior de Benito Alazraki no se parece en nada a esta primera realización.